# Nyálkás nedűgomba
A nyálkás nedűgomba (Gliophorus laetus) a csigagombafélék családjába tartozó, Európában és Észak-Amerikában honos, réteken, láperdőkben élő, nem ehető gombafaj.

## Megjelenése
A nyálkás nedűgomba kalapja 1,5–3,5 cm széles; eleinte domború, majd széles domborúan, majdnem laposan kiterül, közepe kissé bemélyedhet. Felszíne sima, erősen nyálkás. Színe a közepén közepes narancsbarna, a szélén halványabb narancsszín. Széle idővel áttetszően a kalap kétharmadáig bordázottá válik.
Húsa vékony, fehéres színű. Szaga és íze hal- vagy szappanszerű, esetleg nem jellegzetes. 
Ritkás lemezei tönkre lefutók, sok a féllemez. Színük fiatalon krémszín vagy halványszürke, éretten rózsás árnyalattal.
Tönkje 3–4 cm magas és 0,2-0,3 cm vastag. Alakja hengeres, egyenletesen vastag, üregesedő. Felszíne sima, nyálkás. Színe halványnarancs. 
Spórapora fehér. Spórája ellipszis vagy némileg csepp alakú, sima, inamiloid, mérete 6–9 x 3,5–4,5 µm. 

### Hasonló fajok
A zöldes nedűgomba narancssárga példányai, a hagymavörös nedűgomba vagy a törpe nedűgomba hasonlít rá. 

## Elterjedése és termőhelye
Európában és Észak-Amerikában honos.
Savanyú talajú réteken, legelőkön, láperdőkben található meg. Korábban szaprotrófnak gondolták, újabban feltételezik, hogy mohákkal él szimbiózisban. Augusztustól novemberig terem.

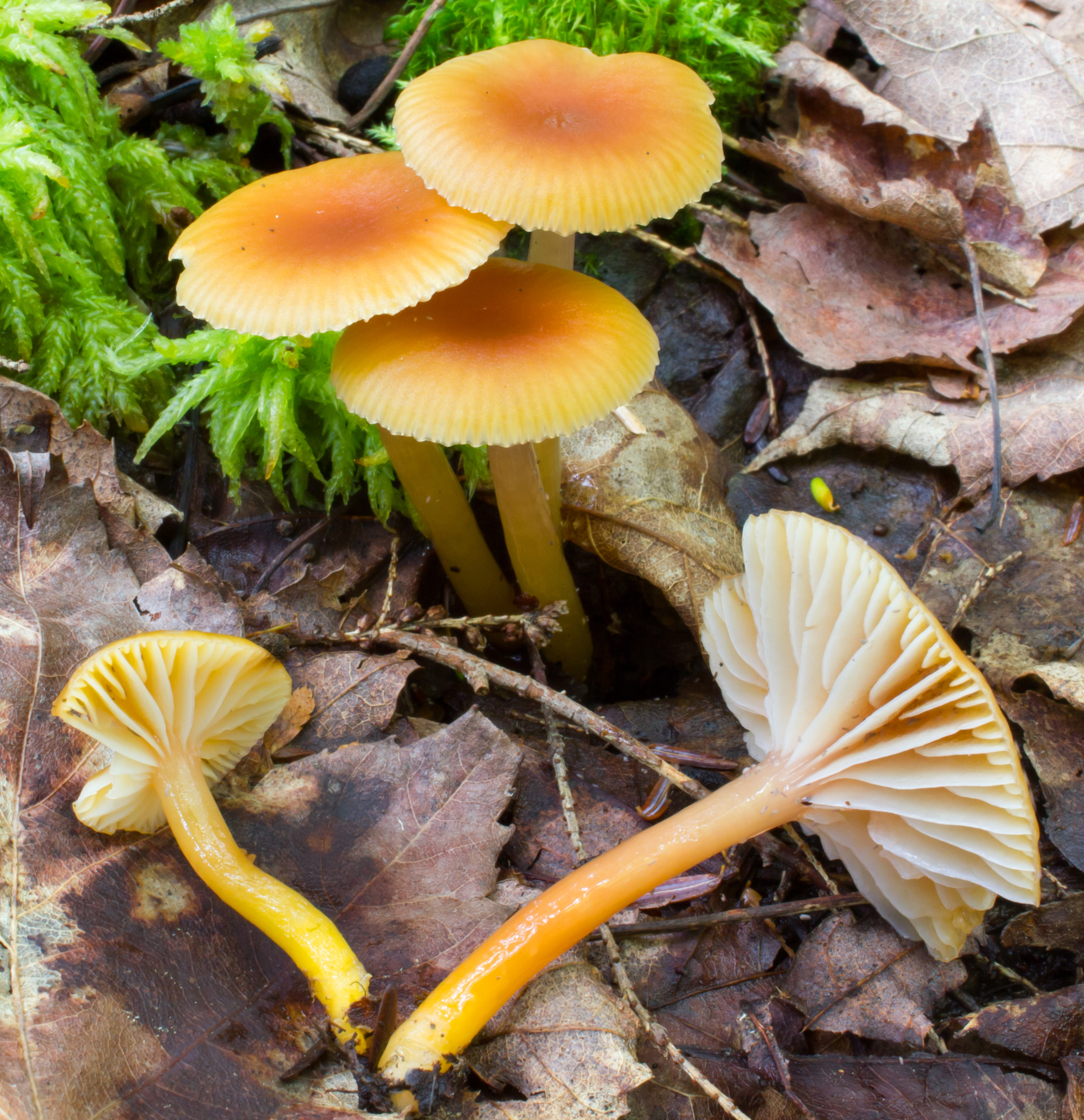
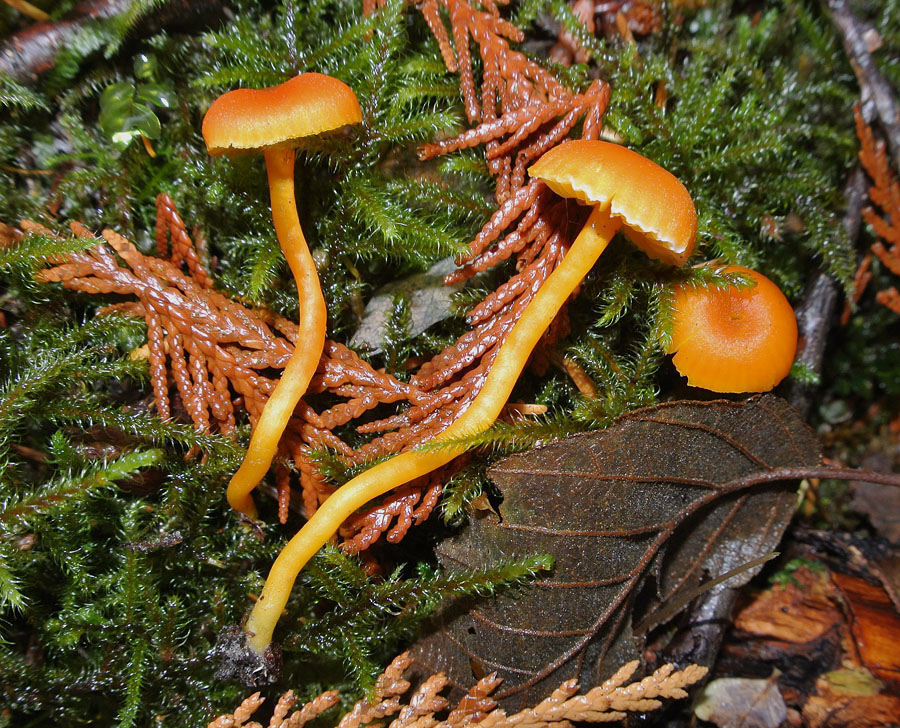
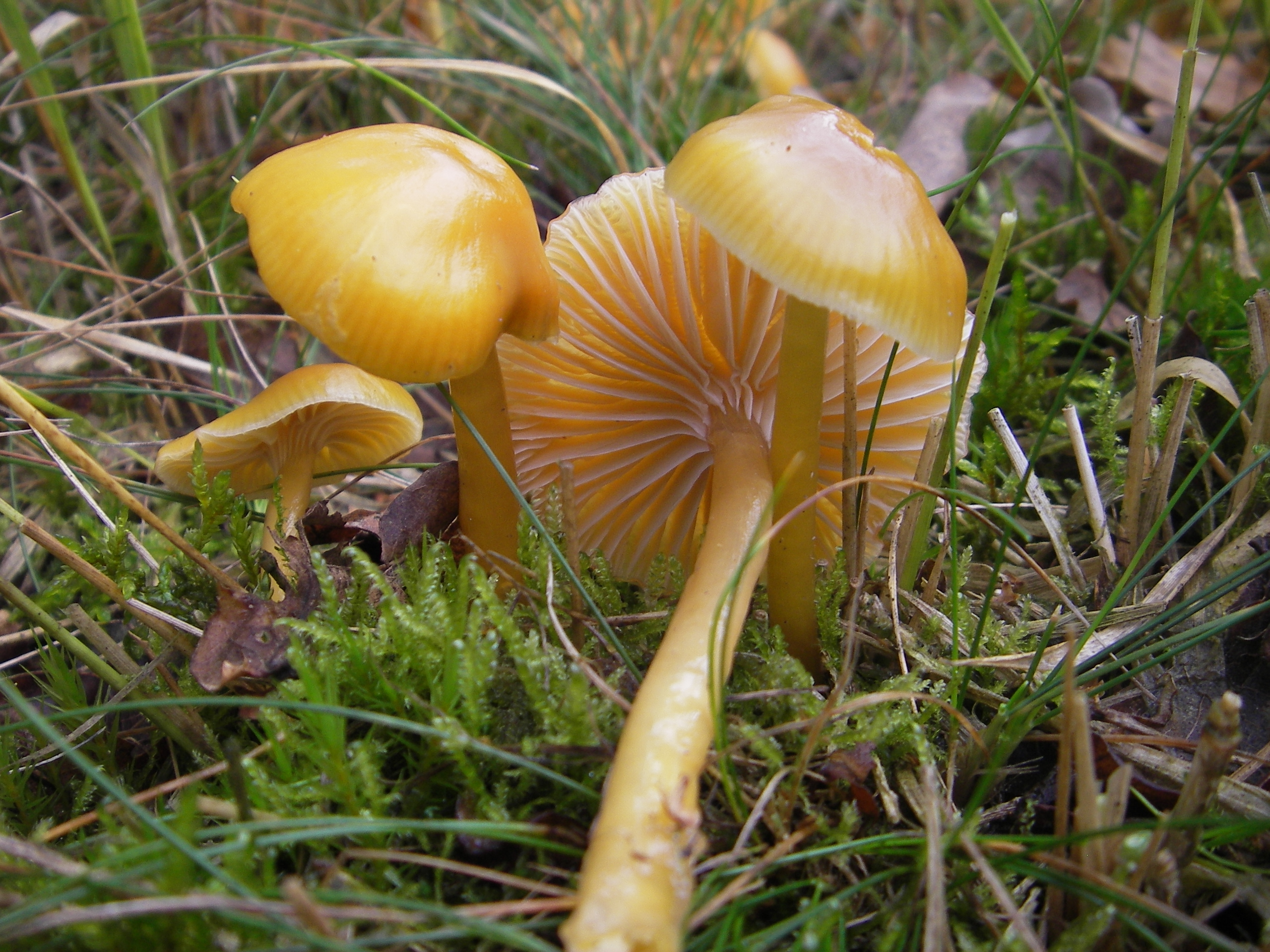
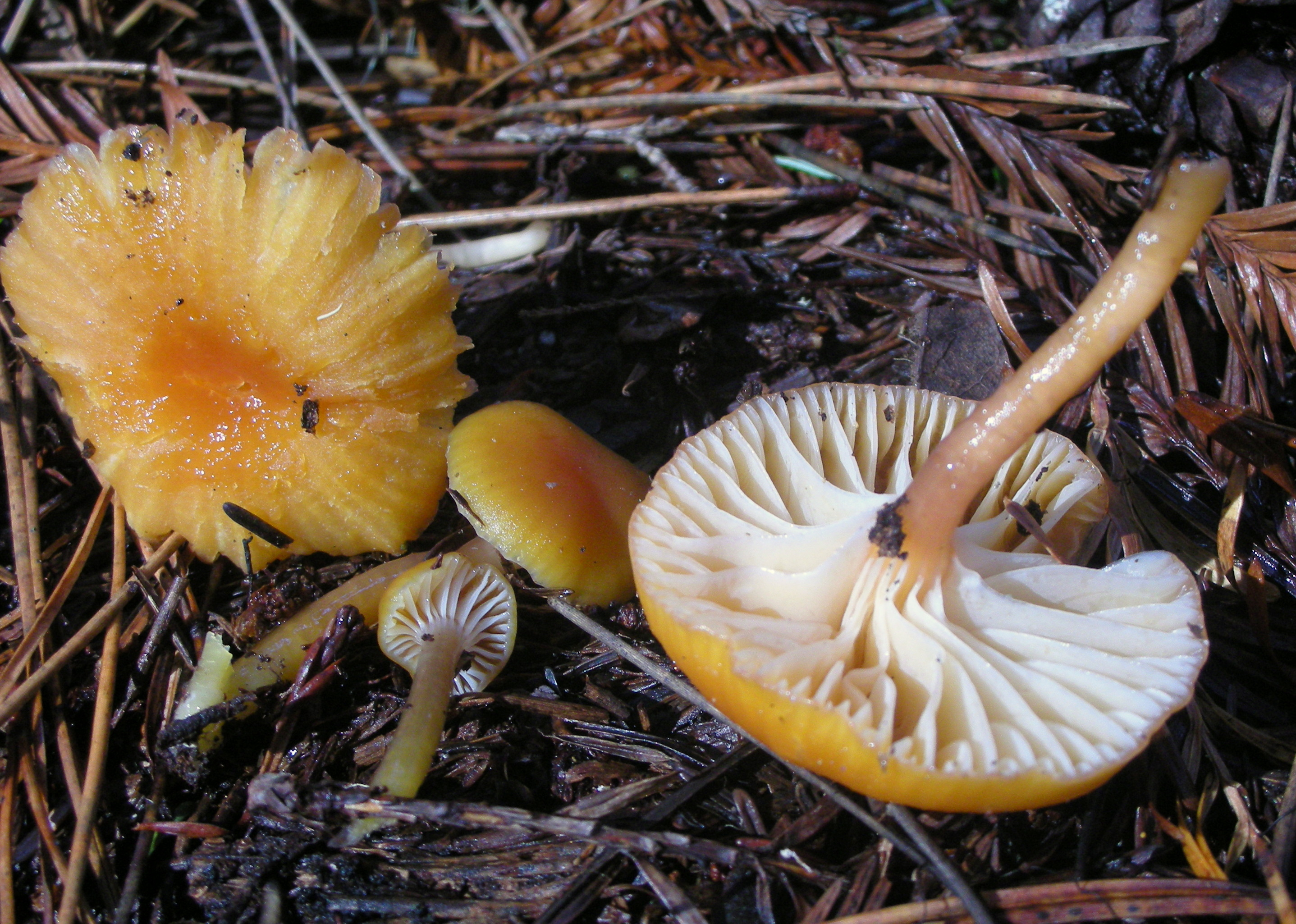
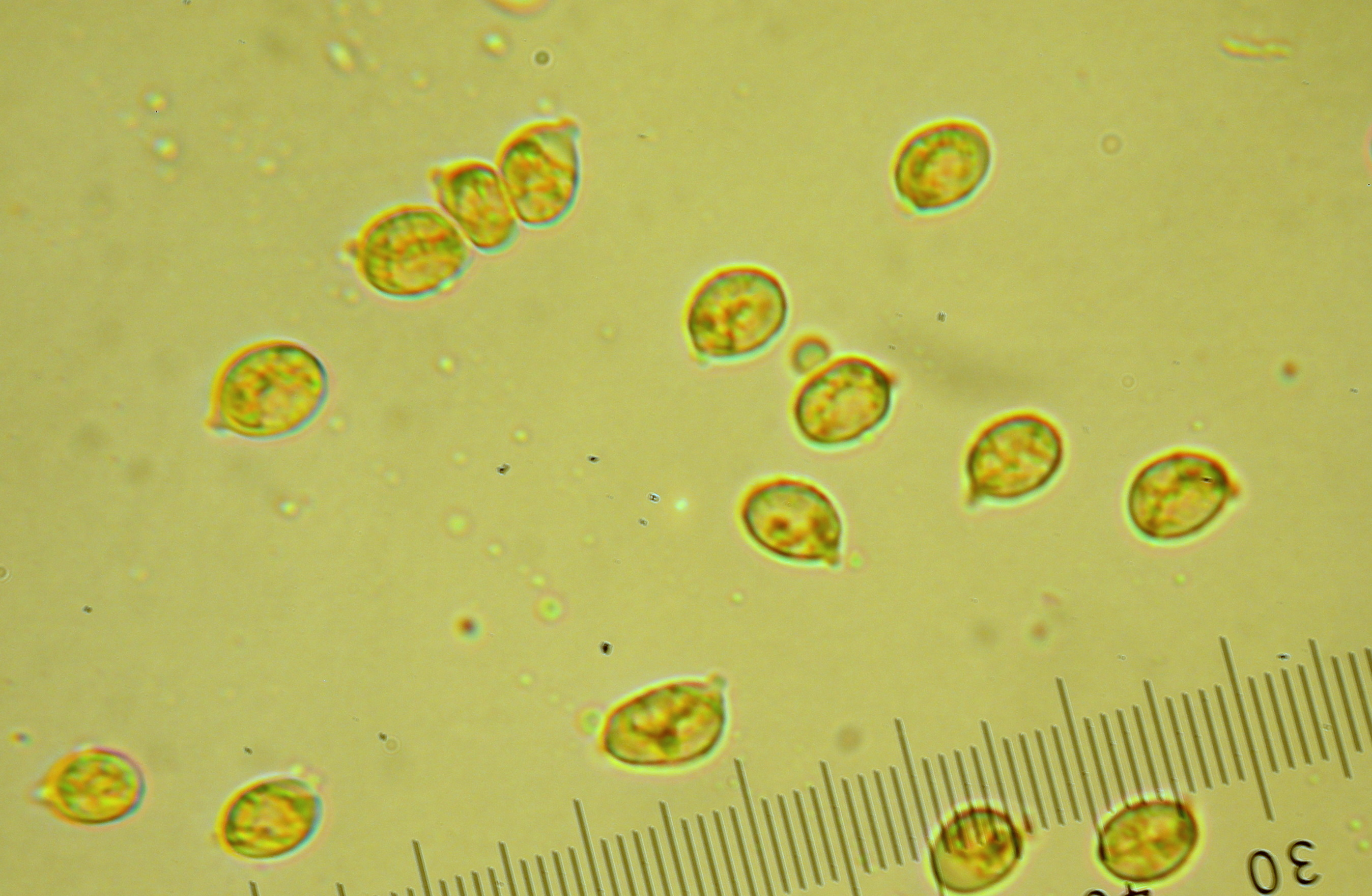

Nem ehető.